# European Challenge Cup 2012-13
La European Rugby Challenge Cup 2012-2013 fue la décima séptima temporada  de la European Rugby Challenge Cup, la segunda competición de rugby union por clubes de los países integrantes del Torneo de las Seis Naciones, y algún que otro participante de otros países.

## Fase de grupos

### Grupo 1
| Team            | PJ | PG | PE | PP | TF  | TC  | Dif | EF | EC | BO | BD | Pts |
| --------------- | -- | -- | -- | -- | --- | --- | --- | -- | -- | -- | -- | --- |
| Gloucester (2)  | 6  | 6  | 0  | 0  | 179 | 86  | +93 | 19 | 7  | 3  | 0  | 27  |
| London Irish    | 6  | 4  | 0  | 2  | 174 | 139 | +35 | 24 | 14 | 2  | 1  | 19  |
| Mont-de-Marsan  | 6  | 2  | 0  | 4  | 100 | 156 | −56 | 9  | 21 | 0  | 2  | 10  |
| Bordeaux-Bègles | 6  | 0  | 0  | 6  | 82  | 154 | −72 | 7  | 17 | 0  | 2  | 2   |

### Grupo 2
| Team               | PJ | PG | PE | PP | TF  | TC  | Dif  | EF | EC | BO | BD | Pts |
| ------------------ | -- | -- | -- | -- | --- | --- | ---- | -- | -- | -- | -- | --- |
| Perpignan (3)      | 6  | 5  | 0  | 1  | 293 | 89  | +204 | 42 | 5  | 4  | 1  | 25  |
| Worcester Warriors | 6  | 5  | 0  | 1  | 354 | 78  | +276 | 51 | 7  | 4  | 1  | 25  |
| Gernika            | 6  | 2  | 0  | 4  | 80  | 309 | −229 | 6  | 47 | 0  | 0  | 8   |
| Rovigo             | 6  | 0  | 0  | 6  | 67  | 318 | −251 | 6  | 46 | 0  | 1  | 1   |

### Grupo 3
| Team             | PJ | PG | PE | PP | TF  | TC  | Dif  | EF | EC | BO | BD | Pts |
| ---------------- | -- | -- | -- | -- | --- | --- | ---- | -- | -- | -- | -- | --- |
| London Wasps (4) | 6  | 5  | 1  | 0  | 231 | 92  | +139 | 30 | 9  | 3  | 0  | 25  |
| Bayonne          | 6  | 4  | 1  | 1  | 201 | 91  | +110 | 25 | 7  | 2  | 0  | 20  |
| Newport Dragons  | 6  | 2  | 0  | 4  | 171 | 108 | +63  | 19 | 10 | 2  | 3  | 13  |
| Mogliano         | 6  | 0  | 0  | 6  | 29  | 341 | −312 | 4  | 52 | 0  | 0  | 0   |

### Grupo 4
| Team             | PJ | PG | PE | PP | TF  | TC  | Dif  | EF | EC | BO | BD | Pts |
| ---------------- | -- | -- | -- | -- | --- | --- | ---- | -- | -- | -- | -- | --- |
| Bath (1)         | 6  | 6  | 0  | 0  | 245 | 79  | +166 | 36 | 7  | 5  | 0  | 29  |
| Agen             | 6  | 3  | 0  | 3  | 154 | 120 | +34  | 18 | 12 | 2  | 3  | 17  |
| Bucureşti Wolves | 6  | 2  | 0  | 4  | 121 | 215 | −94  | 14 | 29 | 1  | 0  | 9   |
| Calvisano        | 6  | 1  | 0  | 5  | 117 | 223 | −106 | 13 | 33 | 2  | 1  | 7   |

### Grupo 5
| Team               | PJ | PG | PE | PP | TF  | TC  | Dif  | EF | EC | BO | BD | Pts |
| ------------------ | -- | -- | -- | -- | --- | --- | ---- | -- | -- | -- | -- | --- |
| Stade Français (8) | 6  | 5  | 0  | 1  | 210 | 105 | +105 | 25 | 7  | 4  | 1  | 25  |
| Grenoble           | 6  | 4  | 0  | 2  | 173 | 81  | +92  | 21 | 6  | 3  | 1  | 20  |
| London Welsh       | 6  | 3  | 0  | 3  | 171 | 170 | +1   | 20 | 24 | 2  | 0  | 14  |
| Cavalieri Prato    | 6  | 0  | 0  | 6  | 68  | 266 | −198 | 8  | 37 | 1  | 1  | 2   |

## Fase final

### Cuartos de final
| 4 de abril | Gloucester Rugby | 31 - 41 | Biarritz |  |  |

| 5 de abril | London Wasps | 28 - 48 | Leinster Rugby |  |  |

| 5 de abril | Perpignan | 30 - 19 | Toulouse |  |  |

| 6 de abril | Bath Rugby | 20 - 36 | Stade Français |  |  |

### Semifinales
| 26 de abril | Perpiñán | 22 - 25 | Stade Français |  |  |

| 27 de abril | Leinster Rugby | 44 - 16 | Biarritz |  |  |

### Final
| 17 de mayo | Leinster Rugby | 34 - 13 | Stade Français | RDS Arena, Dublín,              |  |
|            |                |         |                | Asistencia: 20.396 espectadores |  |

| Bandera de Irlanda     |
| Campeón Leinster Rugby |
| Primer título          |